# Tuchlin (województwo mazowieckie)
Tuchlin – wieś w Polsce położona w województwie mazowieckim, w powiecie wyszkowskim, w gminie Brańszczyk. Ma status sołectwa.
Leży przy ujściu Tuchełki (strumyka wypływającego z bagien pod Nagoszewem) do Bugu.
Na dzień 31 grudnia 2013 roku sołectwo liczyło 229 mieszkańców zameldowanych na pobyt stały.
Wierni Kościoła rzymskokatolickiego należą do parafii św. Barbary w Porębie-Kocębach.

## Historia
Nazwa wsi wywodzi się od słowa „tuchl” – zgniły, stęchły, gdyż Tuchlin położony jest na terenie bagnistym i podmokłym.
Tuchlin jest jedną z najstarszych osad ludzkich na Mazowszu. Był jedną z największych, osadą wczesnośredniowieczną w widłach Bugu i Narwi. Na wydmie między Bugiem a Tuchełką archeolodzy odkryli w 1959 r. cmentarzysko kultury przeworskiej, okresu wpływów rzymskich (II – III w.n.e.) z epoki żelaza. Odkryto tam tzw. groby jamowe, w których znajdowały się przedmioty codziennego użytku, wisiorki ze złotej blaszki. W grobie popielnicowym znaleziono żelazny grot oszczepu. Odkryto też naczynia wykonane przez garncarzy w VI wieku. 
Tuchlin znajdował się w rejestrze dóbr biskupich z 1203 roku jako Tuchlyno.
Prywatna wieś duchowna Tuchlino położona była w drugiej połowie XVI wieku w powiecie kamienieckim ziemi nurskiej województwa mazowieckiego.
W latach 1921–1931 wieś leżała w województwie białostockim, w powiecie ostrołęckim, w gminie Brańszczyk.
Według Powszechnego Spisu Ludności z 1921 roku wieś zamieszkiwały 392 osoby, 368 było wyznania rzymskokatolickiego, a 24 mojżeszowego. Jednocześnie wszyscy mieszkańcy zadeklarowali polską przynależność narodową. Było tu 71 budynków mieszkalnych. Miejscowość należała do parafii rzymskokatolickiej w Brańszczyku. Podlegała pod Sąd Grodzki w Ostrowie i Okręgowy w Łomży; właściwy urząd pocztowy mieścił się w Brańszczyku.
W wyniku agresji III Rzeszy na Polskę we wrześniu 1939 wieś znalazła się pod okupacją niemiecką i do wyzwolenia weszła w skład dystryktu warszawskiego Generalnego Gubernatorstwa.
W latach 1975–1998 miejscowość należała administracyjnie do województwa ostrołęckiego.